# NGC 3541
NGC 3541 је спирална галаксија у сазвежђу Пехар која се налази на NGC листи објеката дубоког неба.
Деклинација објекта је - 10° 29' 31" а ректасцензија 11h 8m 32,2s. Привидна величина (магнитуда) објекта NGC 3541 износи 14,5 а фотографска магнитуда 15,2. NGC 3541 је још познат и под ознакама MCG -2-29-3, , PGC 33759.